# Откур (Јура)
Откур (фр. Hautecour) насеље је и општина у источној Француској у региону Франш-Конте, у департману Јура која припада префектури Лон ле Соније.
По подацима из 2011. године у општини је живело 185 становника, а густина насељености је износила 35,65 становника/km². Општина се простире на површини од 5,19 km². Налази се на средњој надморској висини од 650 метара (максималној 779 m, а минималној 570 m).

## Демографија
| 1962. | 1968. | 1975. | 1982. | 1990. | 1999. | 2011. |
| ----- | ----- | ----- | ----- | ----- | ----- | ----- |
| 49    | 54    | 106   | 160   | 153   | 180   | 185   |

График промене броја становника у току последњих година